# Rann Na Feirste
Rann Na Feirste är en ort i republiken Irland.   Den ligger i provinsen Ulster, i den norra delen av landet, 230 km nordväst om huvudstaden Dublin. Rann Na Feirste ligger 34 meter över havet och antalet invånare är 352.
Terrängen runt Rann Na Feirste är platt västerut, men österut är den kuperad. Havet är nära Rann Na Feirste åt nordväst.Runt Rann Na Feirste är det mycket glesbefolkat, med 3 invånare per kvadratkilometer. Närmaste större samhälle är Gweedore, 5,1 km öster om Rann Na Feirste. Trakten runt Rann Na Feirste består i huvudsak av gräsmarker.